# 徐士芬
徐士芬（1791年—1848年），字诵清，号辛庵，一号惺葊，浙江平湖人，清朝官員，進士出身。
徐梦熊之子。嘉慶二十三年（1818年）浙江乡试第一（解元）。嘉慶二十四年（1819年）进士，改翰林院庶吉士，散馆一等，授编修。道光二年（1822年）任江南副考官。道光十六年（1836年）升内阁学士兼礼部侍郎。道光二十四年（1844年）为会试副总裁。累至工部左侍郎。著有《漱芳阁诗文稿》等集。
长子徐元锡、次子徐瀛锡、三子徐申锡。